# Holoaden pholeter
Holoaden pholeter  is een kikker uit de familie Craugastoridae. De soort werd voor het eerst wetenschappelijk beschreven door José Perez Pombal Jr., Carla Costa Siqueira, Thiago Arnt Dorigo, Davor Vrcibradic en Carlos Frederico Duarte Rocha in 2008.
De kikker komt voor in Zuid-Amerika en is endemisch in Brazilië.